# Delta Crucis
Delta Crucis o Decrux è la quarta stella più luminosa della costellazione della Croce del Sud. La sua magnitudine apparente è +2,78 e dista all'incirca 345 anni luce dal sistema solare.

## Osservazione
Essendo una stella del cielo australe è visibile dall'emisfero sud e dalle regioni tropicali boreali della Terra, mentre più a nord della latitudine 32°N non è mai visibile. Dall'emisfero australe diventa circumpolare più a sud del parallelo 32°S, cioè dal Cile, dall'Argentina, dall'Uruguay e dalle zone meridionali di Sudafrica e Australia.  Delle quattro stelle che compongono l'asterismo della Croce del Sud è la più occidentale e la più debole, dopo Mimosa, Acrux e Gacrux. Avendo un magnitudine apparente di +2,78 la stella è facilmente individuabile anche dai piccoli centri urbani parzialmente affetti da inquinamento luminoso.

## Dati fisici
Decrux è una stella azzurra di tipo spettrale B2IV, con una temperatura superficiale di 22.500 K. Si tratta di una stella giovane, con non più di 30 milioni di anni, ed anche se dal suo spettro parrebbe una subgigante, che avrebbe cioè terminato l'idrogeno da fondere nel suo nucleo, analisi della sua temperatura e della sua luminosità suggeriscono invece che si tratti di una stella che è solo a metà della sua vita nella sequenza principale. Delta Crucis è 8,9 più massiccia del Sole e la sua luminosità, comprendendo la radiazione ultravioletta, è 5600 volte superiore.
Il suo tipo spettrale è simile a quello delle vicine Acrux e Mimosa (Becrux) e si pensa che nonostante non siano legate gravitazionalmente le tre stelle abbiano origini comuni. Come Becrux è anch'essa una variabile Beta Cephei, con un piccolo cambio di luminosità in un periodo di 3,7 ore.